# Giuliano Pisapia
Giuliano Pisapia, [dʒuˈljaːno pizaˈpiːa], né le 20 mai 1949 à Milan, est un avocat, essayiste et homme politique italien, député au Parlement italien durant deux législatures entre 1996 et 2006 et maire de Milan du 1er juin 2011 au 20 juin 2016 et de la ville métropolitaine de Milan du 1er janvier 2015 au 20 juin 2016.

## Biographie
Giuliano Pisapia est l'un des sept enfants de Gian Domenico Pisapia (it), célèbre avocat originaire de Caserte ayant participé à la rédaction du code de procédure pénale italien (it) de 1989, et de son épouse milanaise,, Margherita Agnoletto. Après avoir fréquenté le Lycée classique Giovanni Berchet (it) de Milan, il fait des études de science politique puis de droit et devient avocat (it) pénaliste (it) auprès de la Cour de cassation à 30 ans,. Dans sa jeunesse, il pratique des activités bénévoles au comité provincial de Milan de la Croix-Rouge italienne.
Il fait partie du comité scientifique de la chambre pénale de Milan (it), dont il fut vice-président, du comité de direction des revues Critica del Diritto, Alternative Europa et I diritti dell'Uomo, et du conseil d'administration de la fondation Vidas. Il mène une activité de journaliste judiciaire et publie des articles dans les principaux quotidiens et périodiques italiens. Il écrit des articles dans les encyclopédies juridiques en particulier sur les délits contre la famille. Il est également président du conseil d'administration du Teatro alla Scala,.
Il a entre autres défendu des responsables et des militants de la Scientologie dans le premier procès italien intenté contre l'organisation, Abdullah Öcalan durant son séjour en Italie, et a représenté la famille de Carlo Giuliani, se constituant partie civile durant le procès qui a suivi les émeutes anti-G8 de Gênes de 2001. Il a également été l'avocat de la partie civile de la CIR (it) de Carlo De Benedetti dans l'affaire SME (it).
Après vingt ans de vie commune, il épouse civilement, le 9 avril 2011, Cinzia Sasso (it) à Venise, ville d'origine de la journaliste.

## Activité politique
Pisapia s'engage en politique dans les années 1970 dans les rangs de Démocratie prolétarienne, alliance électorale puis parti d'extrême gauche présent au Parlement de la République italienne entre 1976 et 1987. En 1991, il adhère au Parti de la refondation communiste, dans lequel fusionne Démocratie prolétarienne. De 1996 à 2006, il siège au Parlement, en tant qu'élu apparenté au Parti de la refondation communiste. Il s'éloigne ensuite de ce dernier parti pour rejoindre en 2010 Gauche, écologie et liberté (SEL - Sinistra ecologia e libertà).

### Député
En 1996 il est élu député de la 3e circonscription (Lombardie 1) (it) au Parlement sur les listes du Parti de la refondation communiste. Au cours de la XIIIe législature, il est président de la commission justice de la Chambre. Durant la crise gouvernementale (it) de 1998 il vote la confiance (it) à l'exécutif Prodi I, en dissidence avec la ligne définie par le secrétaire de la Refondation Fausto Bertinotti, suivant au contraire la position d'Armando Cossutta. Après le refus par le Parlement d'accorder sa confiance au premier ministre Romano Prodi il abandonne la présidence de la commission justice et, malgré son vote en faveur du gouvernement, il n'adhère pas au nouveau groupe parlementaire de Cossuta mais entre au contraire dans le groupe mixte.
Il est réélu en 2001, toujours avec la Refondation communiste. Au cours de la XIVe législature il fait partie de la commission justice, de la commission juridictionnelle, du comité pour la législation et est président du comité Prisons institué auprès de la Chambre. Il ne se représente pas en 2006 mais en juillet de la même année il est nommé président de la commission d'étude instituée par le ministère de la Justice pour la réforme du code pénal.

### Maire de Milan

#### Campagne électorale
En juin 2010 Giuliano Pisapia est le premier à proposer sa candidature aux fonctions de maire de Milan pour les élections municipales de l'année suivante. Son intention est officialisée par une initiative au Palais Litta qui fait suite à un appel d'intellectuels et de personnalités de la scène sociale et politique de la ville.
Le 14 novembre 2010, il participe à l'élection primaire de la coalition de centre gauche pour le choix du candidat à la fonction de premier citoyen de la ville. À partir du soutien initial de Gauche, écologie et liberté et avec celui de la Fédération de la gauche, Pisapia obtient l'investiture avec 45 % des votes surpassant le candidat officiel du Parti Démocrate, l'architecte Stefano Boeri (40 % des votes) et les deux autres adversaires, le constitutionnaliste Valerio Onida et l'écologiste Michele Sacerdoti.

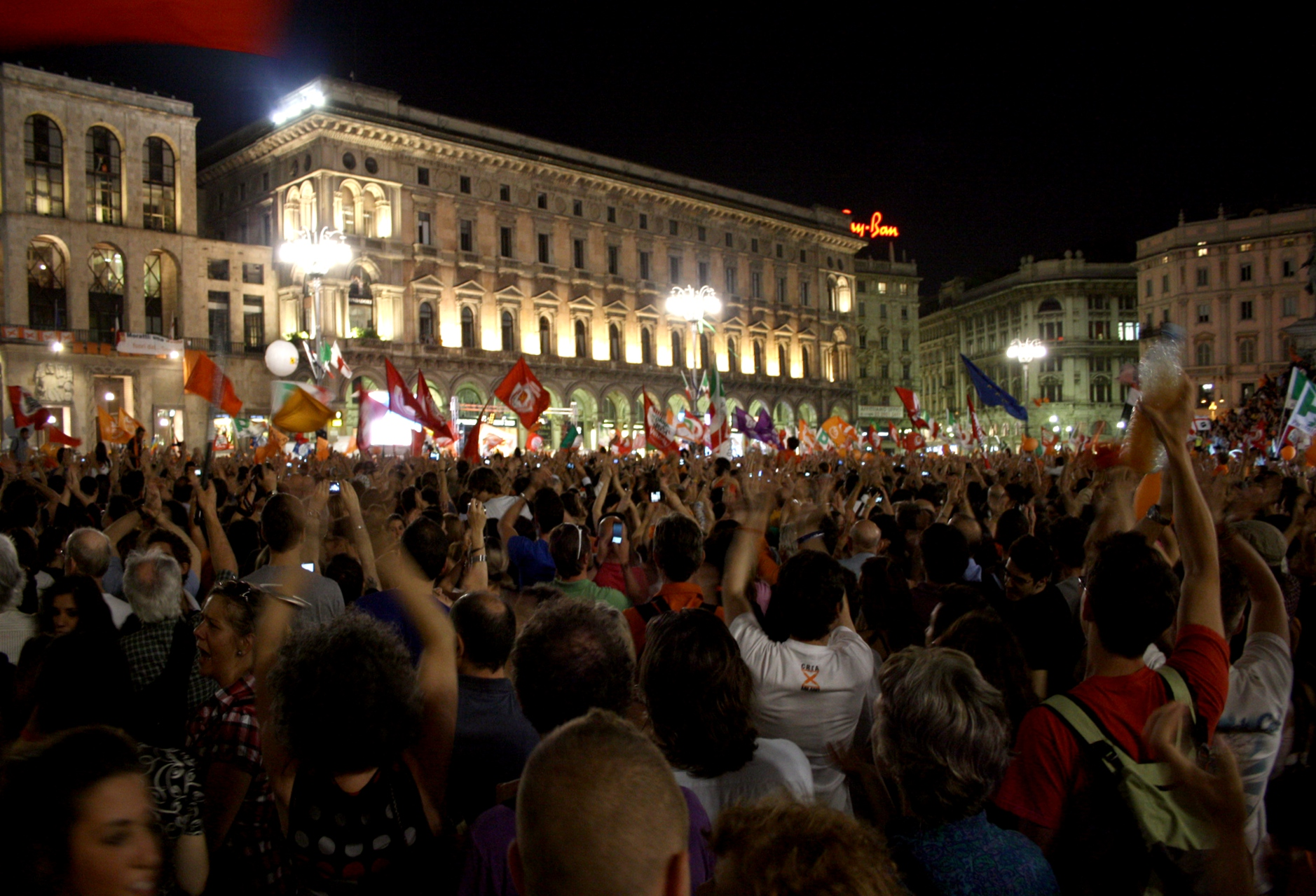
Allégresse sur la piazza del Duomo la nuit du 30 mai 2011, après l'élection de Pisapia comme premier citoyen de Milan.

Lors du premier tour des élections municipales les 15 et 16 mai 2011, l'adversaire la plus crédible semble être la maire sortante, candidate du Peuple de la liberté, Letizia Moratti. Pisapia est d'abord donné en désavantage, tant du fait de la tradition de « bastion » de centre droit de Milan depuis le début des années 1990, que de la contribution active du président du Conseil de l'époque, Silvio Berlusconi, dans la campagne électorale de Letizia Moratti – que de nombreux analystes (à la suite de son implication dans des événements controversés tels que l'affaire Ruby (it)) ont vue comme une tentative du chef du gouvernement de transformer les élections milanaises en une sorte de référendum sur sa personne. Pisapia choisit au contraire un plan de campagne diamétralement opposé, basé principalement sur l'emploi d'Internet et des réseaux sociaux,.
Or, à la surprise générale, Pisapia obtient, dès le premier tour des élections, 48,04 % des voix, contre 41,58 % pour Letizia Moratti, score annonçant la victoire des 29 et 30 mai 2011,. Au second tour il remporte l'élection avec 55,11 % des votes contre 44,89 % pour Letizia Moratti et devient maire de Milan (it), le premier maire de centre-gauche de la ville depuis dix-huit ans.

#### Mandat
Sous son mandat, il continue l'œuvre phare de son prédécesseur, amenant la ville vers l'Expo 2015 (1er mai - 31 octobre). Lors des élections de 2016 il ne se représente pas : la mairie de Milan est remportée par Giuseppe Sala (Parti démocrate).

### Campo progressista
En février 2017, il lance le Campo progressista, un parti qui sera créé le 11 mars suivant et dont l'objectif est, en s'alliant au Parti démocrate, de permettre à cette alliance de dépasser les 40 % et de remporter les élections (en effet Gauche italienne dont il est proche refuse toute alliance électorale avec le PD).
En avril 2019, il devient tête de liste du Parti démocrate dans la circonscription Italie Nord-ouest pour les élections européennes de 2019 en Italie.